# バイオクロッギング
バイオクロッギング（bioclogging）は、土壌の間隙に微生物のバイオマス（微生物そのものと微生物が分泌する細胞外高分子物質のような物質）が目詰まりをする現象である。微生物のバイオマスは土壌間隙の水の通り道をブロックして、土壌中に一定の厚さの難透水層を形成し、水の浸透速度を著しく低下させる。生物的目詰まり（biological clogging）とも言う。
バイオクロッギングは、水が浸透する様々な現場で観察される。たとえば、ため池、浸透トレンチ、灌漑水路、下水処理場、人工湿地、廃棄物処分場における遮水ライナー、川床や土壌のような自然環境などである。また、透過反応壁 (PRB) や微生物利用石油増進回収法 (MEOR) などにおいて、帯水層における地下水の流れにも影響を及ぼす。適度な水の浸透速度を保つことが必要とされるような現場では、バイオクロッギングが問題となり、定期的に水を抜くなどの対策が取られることがある。一方で、たとえば、難透水層を作って浸透速度を低下させたり、地盤工学的性質を改善させたりするなど、バイオクロッギングが有効に活用されることもある。

## 現象の説明

### 透水性の時間変化
バイオクロッギングは、浸透速度の低下として観察される。地下水を涵養する池や農地への散水において、浸透速度が時間とともに低下する現象が1940年代に観察された。Allisonは、土壌を連続的に水が浸透するときに、飽和透水係数の次のような3段階の変化が生じると説明した。
1. 野外試験や室内試験を開始した後、透水性は最小限にまで減少する。高い透水性を持つ土壌では、この初期の減少はわずかであるか、あるいは全く存在しないが、比較的透水性の低い土壌では、透水性は10日から20日間減少する可能性がある。これはおそらく土壌の構造における物理的変化によるものである。
2. 土壌間隙中の封入空気が浸透水中に溶解することによる透水性の上昇。
3. 団粒の分散と、微生物の細胞と微生物が生産する粘性多糖類のような物質による生物的目詰まりによる2週間から4週間の透水性の低下。

この説明は、当時行われた実験にもとづいているが、バイオクロッギングの実際のプロセスは、栄養素や電子受容体の利用可能性、微生物バイオフィルムの形成傾向、初期条件などに依存する。そのため、バイオクロッギングの現場では、必ずしもこの3段階が明確に区別されるわけではない。2段階目が明瞭ではないときには、透水性はずっと低下を続ける。

### クロッギングの種類
透水性の時間変化は様々な現場で観察される。これには物理的な原因（浮遊物質による物理的目詰まり、団粒構造の破壊など）、化学的な原因（粘土粒子の分散と膨潤）、そして以下に示すような生物学的な原因が含まれる。通常、バイオクロッギングは以下の最初のものを意味し、広義のバイオクロッギングは以下の全てを意味する。
1. 微生物の細胞（たとえば細菌[4][5][6][7]、藻類[8]、糸状菌[9][10][11]）と、微生物が分泌する細胞外高分子物質[12] のような物質が、土粒子表面にバイオフィルム[13][14][15]あるいはマイクロコロニー[16]を形成する。これが、透水係数低下の直接的な原因となる。
2. メタン菌が生成するメタンのような気体が気泡となって土壌間隙を目詰まりさせることも、透水係数低下の原因となる[17] 。これも微生物による生成物なので、バイオクロッギングである。
3. 鉄バクテリアが水酸化鉄の沈殿を促進し、土壌間隙を目詰まりさせることがある[18]。これは微生物による透水係数低下への間接的な影響である。

バイオクロッギングは主に飽和条件下で観察されるが、不飽和条件下でのバイオクロッギングも研究されている。

## 現場での観察

### 現場での問題と対策
バイオクロッギングは、様々な自然および人工の水環境において重要な問題となっている。ここでは、バイオクロッギングに関連するいくつかの具体的な現場の問題と、その対策について述べる。
1. バイオクロッギングは、地下水涵養のためのため池[20]や浸透トレンチ (percolation trench)[21]のような湛水条件下での連続的な浸透で観察されている。浸透水が流入する土壌表層で微生物が増殖することによって進行するバイオクロッギングによる浸透速度の低下は、そのようなシステムの効率を低下させる。バイオクロッギングの影響を少なくするためには、あらかじめ浸透水の浮遊物質、栄養源、有機物を除去したり、定期的に水を抜いたり、目詰まりした層を取り除いたり、といったような対策が有効となる。
2. 浄化槽の排水地 (septic drain field) でも、栄養が豊富な汚水が連続的に流れ込むため、バイオクロッギングが起きやすい[22][23][24]。浄化槽を目詰まりさせる物質は、しばしばバイオマットと呼ばれる[25]。水をろ過によって前処理するか、流入負荷量を低減することで、バイオクロッギングを遅らせることができる。緩速濾過でもバイオクロッギングが起きる[26]。1に記した対策に加えて、定期的に砂層表面を削り取る作業をすること[27]、あるいは砂の洗浄や水の逆流 (backwashing) によってバイオフィルムを除去して、砂の透水性を回復させることがある。
3. 川のバイオクロッギングは、特に渇水が生じる乾燥地において地下水涵養に影響を与える[28]。バイオクロッギングは、河川水系における表流水と地下水のつながりに影響を与える。バイオフィルムによる目詰まり層が形成されると、水の流れが途切れて、河川と帯水層の間の水流パターンが変化する[29]。
4. バイオクロッギングは、井戸を使って帯水層から地下水を採取するときに観察されることがある[30]。何ヶ月そして何年間と連続して井戸を使っていると、バイオクロッギングあるいは他の要因による目詰まりによって透水性が低下する[31]。 バイオクロッギングは、地中熱ヒートポンプの運転を持続させることにも影響を与えることがある[32]。それに対する一般的な対策には、鉄細菌のバイオフィルムにとって重要な栄養素であるリン酸塩を利用することや、細菌の問題に対処するために塩素や殺菌剤を使用することなどがある。水の逆流は、バイオクロッキングを含む目詰まり一般に対処するための方法である[32]。

### バイオクロッギングの利点
特定の環境下では、バイオクロッキングは良い効果をもたらすこともある。以下にいくつかの例を挙げる。
1. 畜産汚水処理の酸化池（安定化池）では、バイオクロッギングによって効果的に池の底からの漏水が防がれる[33]。また、灌漑用水路の浸透制御のために、藻類や細菌を植え付けることもできる[34]。
2. 廃棄物の最終処分場の底を遮水するために使われる遮水ライナー (landfill liner) の一種である粘土ライナーでも、バイオクロッギングが有利に働く。粘土ライナーは、処分場において汚染水の土壌環境への浸出を低減するために敷かれるものである。粘土ライナーの透水係数は、浸出水中の微生物による粘土間隙のバイオクロッギングによって初期の値よりも小さくなる[35][36]。
3. バイオクロッキングは、様々な汚染水を処理するために設計された人工湿地[37]でよく発生する現象である。特に、水平流れを持つ湿地では、透水性が低下した部分を避ける選択流が生じることでシステムの処理効率を向上させることがある[38]。
4. 生物分解性が高い汚染された地下水を浄化するときに、バイオフィルムを利用するバイオレメディエーションが有効である[39]。透過反応壁 (PRB)[40]によって、地下水をバイオクロッギングで遮断して閉じ込めるとともに、微生物によって汚染を分解することができる[41]。バイオクロッギングによって透過反応壁内に選択流が生じて浄化効率が低下する可能性があるため、汚染水の流れを注意深く解析する必要がある[42]。
5. 油田からの石油の回収量を増やすための様々な技術を増進回収法と言う。注入井戸から注入された水が、貯留層に溜まっている石油と置換して、回収井戸から石油が回収される。貯留層の透水性は均一ではないため、注入された水は貯留層内の透水性の高い場所を通過し、透水性の高い場所での石油が回収されつくしてしまった後に、石油が残っている透水性の低い場所を通過しなくなってしまう。このような状況では、透水性の高い場所に細菌を注入してバイオクロッギングを起こさせて水の流れ道を変える細菌プロファイル変更技術が適用可能である[43]。これは微生物利用石油増進回収法 (MEOR) の一種である。
6. 現在、バイオクロッギングを地盤工学に応用するための研究がされている[44]。これには、土壌を建設や環境分野の利用へと最適化するために、間隙率や透水係数を低減すること、そしてバイオセメンテーションによってせん断強度を高めるといった戦略が含まれる[45]。